# Bin El Ouidane
Bin El Ouidane (en àrab بين الويدان, Bīn al-Wīdān; en amazic ⴱⵉⵏ ⵍⵡⵉⴷⴰⵏ) és una comuna rural de la província d'Azilal, a la regió de Béni Mellal-Khénifra, al Marroc. Segons el cens de 2014 tenia una població total de 5.421 persones.